# Shaft (Studio)
K.K. Shaft (jap. 株式会社シャフト, Kabushiki-gaisha Shafuto) ist ein japanisches Animationsstudio, welches am 1. September 1975 von Hiroshi Wakao gegründet wurde. In jüngerer Zeit ist das Studio für seinen ungewöhnlichen Humor und einen oft ins Experimentelle abdriftenden Stil bekannt. Dazu gehören insbesondere neuere Werke wie etwa Sayonara Zetsubō Sensei, die Monogatari-Reihe und Puella Magi Madoka Magica.

## Geschichte
Shaft wurde am 1. September 1975 von Hiroshi Wakao, einem ehemaligen Animator von Mushi Productions gegründet. Dabei war zunächst geplant worden, eigenständige Werke zu animieren. Jedoch arbeitete das Studio zunächst häufig als Subunternehmer. So war das Studio beispielsweise an der Produktion von Das Schloss des Cagliostro beteiligt. Erst 1987 erschien mit Yume kara samenai (夢から、さめない) das erste eigenständige Werk, dem weitere folgten.
Im Jahr 2000 begann nach der Fertigstellung eines DVD-Specials von Gunbuster in Kooperation mit Gainax eine längerfristige Zusammenarbeit beider Studios. So produzierten sie gemeinsam die Serien Mahoromatic, Kono Minikuku mo Utsukushii Sekai und He Is My Master.
Nachdem Gründer Hiroshi Wakao sich 2004 in den Ruhestand begab, übernahm Mitsutoshi Kubota die Leitung. Infolgedessen wurde die Zeichenabteilung zu Gunsten der digitalen Arbeitsgruppe verkleinert. Seitdem arbeiteten Akiyuki Shimbō, Tatsuya Oishi und Shin Ōnuma an den meisten Produktionen von Shaft, was mit dem Titel Tsukuyomi – Moon Phase begann, und es entwickelte sich auch ein eigenständiger Stil des Studios. So wurden in vielen Werken die freien Flächen mit Schriftzügen versehen, die zugleich diverse Anspielungen auf andere Produktionen darstellen. Übergreifend wurden hier auch immer wieder experimentelle Zeichentechniken und Animationsstile verwendet, die von Szene zu Szene wechselten und vom Scherenschnitt, Benday Dots, sich nicht mit den Charakteren bewegenden Füllmustern (z. B. der Kimono der Hauptfigur in Sayonara Zetsubō Sensei), bis hin zu mit einfachen Animationen gemischten Videoaufnahmen.
Im Jahr 2015 erfolgte die Änderung der Rechtsform von einer Yūgen-gaisha (GmbH) zu einer Kabushiki-gaisha (Aktiengesellschaft).

## Produktionen

### Fernsehserien
- 1990: Samurai Pizza Cats
- 1999: Arc the Lad
- 1999: Dual! Parallel Lun Lun Monogatari
- 2000: Dotto Koni-chan
- 2001: Mahoromatic
- 2002: Arcade Gamer Fubuki
- 2002: G-on Riders
- 2002: Mahoromatic – Motto Utsukushii Mono
- 2003: Popotan
- 2004: Kono Minikuku mo Utsukushii Sekai
- 2004: Tsukuyomi – Moon Phase
- 2005: He Is My Master
- 2006: Magister Negi Magi Negima!?
- 2006: REC
- 2007: ef – a tale of memories.
- 2007: Hidamari Sketch
- 2007: Sayonara Zetsubō Sensei
- 2008: ef – a tale of melodies.
- 2008: Hidamari Sketch × 365
- 2008: (Zoku) Sayonara Zetsubō Sensei
- 2009: Bakemonogatari
- 2009: Natsu no Arashi!
- 2009: Natsu no Arashi! Akinai-chū
- 2009: (Zan) Sayonara Zetsubō Sensei
- 2010: Arakawa under the Bridge
- 2010: Arakawa under the Bridge*2
- 2010: Dance in the Vampire Bund
- 2010: Hidamari Sketch × Hoshimittsu
- 2010: Soredemo Machi wa Mawatteiru
- 2011: Denpa Onna to Seishun Otoko
- 2011: Mahō Shōjo Madoka Magika
- 2012: Hidamari Sketch × Honeycomb
- 2012: Nekomonogatari (Kuro)
- 2012: Nisemonogatari
- 2013: Monogatari Series: Second Season
- 2013: Sasami-san@Ganbaranai
- 2014: Hanamonogatari
- 2014: Mekakucity Actors
- 2014: Nisekoi
- 2014: Tsukimonogatari
- 2015: Kōfuku Graffiti
- 2015: Nisekoi:
- 2015: Owarimonogatari
- 2016: Koyomimonogatari
- 2016: March Comes in Like a Lion
- 2017: March Comes in Like a Lion
- 2018: Fate/Extra: Last Encore

### Weitere Anime-Produktionen
- 1997: Sakura Tsūshin (OVA)
- 2006: Magister Negi Magi Negima!? Spring Special (OVA)
- 2006: Magister Negi Magi Negima!? Summer Special (OVA)
- 2007: Kino no Tabi: Byōki no Kuni – For You (Film)
- 2008: (Goku) Sayonara Zetsubō Sensei (OVA)
- 2008: Mahō Sensei Negima! – Shiroki Tsubasa Ala Alba (OVA)
- 2009: Mahō Sensei Negima! – Mō Hitotsu no Sekai (OVA)
- 2010: (Zan) Sayonara Zetsubō Sensei: Bangaichi (OVA)
- 2011: Gekijōban Mahō Sensei Negima! Anime Final (Film)
- 2012: Mahō Shōjo Madoka Magika: Eien no Monogatari (Film)
- 2012: Mahō Shōjo Madoka Magika: Hajimari no Monogatari (Film)
- 2013: Hidamari Sketch: Sae/Hiro Sotsugyō-hen (OVA)
- 2013: Mahō Shōjo Madoka Magika: Hangyaku no Monogatari (Film)
- 2016: Kizumonogatari I: Tekketsu-hen (Film)